# Saison 2010-2011 de la Ligue féminine 2 de basket-ball
Navigation
Saison suivante
Succédant à la Nationale féminine 1, la saison 2010-2011 est la première saison de la Ligue féminine 2, le second niveau du championnat de basket féminin en France après la Ligue féminine de basket. 
Lyon, arrivé en tête de la saison régulière, et Nice champion de France (vainqueur de la finale à quatre) sont promus en Ligue féminine de basket.

## Équipes
Championnat 2010-2011
| Rang | Équipe                          | Pts | J  | G  | P  | Pp   | Pc   | Diff |
| ---- | ------------------------------- | --- | -- | -- | -- | ---- | ---- | ---- |
| 1    | Union Lyon Basket Féminin       | 55  | 30 | 25 | 5  | 2020 | 1733 | 287  |
| 2    | Roche Vendée Basket Club        | 53  | 30 | 23 | 7  | 1998 | 1797 | 201  |
| 3    | Cavigal Nice Sports             | 52  | 30 | 22 | 8  | 2156 | 1809 | 347  |
| 4    | Reims Basket Féminin            | 52  | 30 | 22 | 8  | 2085 | 1874 | 211  |
| 5    | SO ArmentièresR                 | 46  | 30 | 16 | 14 | 1835 | 1792 | 43   |
| 6    | BC Perpignan Méditerranée P     | 46  | 30 | 16 | 14 | 1973 | 1944 | 29   |
| 7    | Limoges ABC R                   | 46  | 30 | 16 | 14 | 1782 | 1807 | -25  |
| 8    | Strasbourg IG                   | 44  | 30 | 14 | 16 | 1909 | 1980 | -71  |
| 9    | Pleyber-Christ Basket Club      | 44  | 30 | 14 | 16 | 1996 | 2012 | -16  |
| 10   | Étoile de Voiron Basket Féminin | 44  | 30 | 14 | 16 | 2106 | 2121 | -15  |
| 11   | Dunkerque-Malo                  | 44  | 30 | 14 | 16 | 2027 | 2098 | -71  |
| 12   | AL Aplemont Le Havre P          | 42  | 30 | 12 | 18 | 1826 | 1866 | -40  |
| 13   | Avenir de Rennes                | 41  | 30 | 11 | 19 | 1828 | 1966 | -138 |
| 14   | UF Angers Basket 49P            | 41  | 30 | 11 | 19 | 1743 | 1871 | -128 |
| 15   | Pau-Lacq-OrthezP                | 37  | 30 | 7  | 23 | 1727 | 1939 | -212 |
| 16   | Centre fédéral                  | 33  | 30 | 3  | 27 | 1638 | 2040 | -402 |

| - Promotion directe en LFB - Qualification pour le Final Four - Relégation en Nationale 1 |
| R : Relégué de LFB 2009-2010                                                              |
| P : Promu de Nationale 1 2009-2010                                                        |

Bien que dernier, le Centre fédéral est automatiquement maintenu, tandis que Le Havre sera repêché à la suite du refus d'engagement du promu Saint-Étienne.

## Les play offs
Le titre de champion est désigné à l'issue d'un Final Four disputé les 21 et 22 mai 2011 à Lyon.
|  | Demi-finales                  | Demi-finales         |                        |    | Finale | Finale |
|  | Demi-finales                  | Demi-finales         |                        |    | Finale | Finale |
|  |                               |                      |                        |    |        |        |
|  |                               |                      |                        |    |        |        |
|  |                               |                      |                        |    |        |        |
|  | [2]Roche Vendée Basket Club   | 54                   |                        |    |        |        |
|  | [2]Roche Vendée Basket Club   | 54                   |                        |    |        |        |
|  | [3] Cavigal Nice Sports       | 65                   |                        |    |        |        |
|  | [3] Cavigal Nice Sports       | 65                   | Cavigal Nice Sports    | 78 |        |        |
|  |                               |                      | Cavigal Nice Sports    | 78 |        |        |
|  |                               | Reims Basket Féminin | 50                     |    |        |        |
|  | [1] Union Lyon Basket Féminin | Reims Basket Féminin | 50                     | 56 |        |        |
|  | [1] Union Lyon Basket Féminin |                      |                        | 56 |        |        |
|  | [4] Reims Basket Féminin      | 59                   |                        |    |        |        |
|  | [4] Reims Basket Féminin      | 59                   | Match pour la 3e place |    |        |        |
|  |                               |                      |                        |    |        |        |
|  |                               |                      |                        |    |        |        |
|  |                               |                      |                        |    |        |        |
|  | Roche Vendée Basket Club      | 52                   |                        |    |        |        |
|  | Roche Vendée Basket Club      | 52                   |                        |    |        |        |
|  | Union Lyon Basket Féminin     | 39                   |                        |    |        |        |
|  | Union Lyon Basket Féminin     | 39                   |                        |    |        |        |

## Meilleures joueuses de la saison régulière
| Catégorie                     | Joueuse                | Équipe               | Statistiques |
| ----------------------------- | ---------------------- | -------------------- | ------------ |
| Évaluation par match          | Alexandra Tchangoue    | AL Aplemont Le Havre | 19,3         |
| Points par match              | Céline Schmitt-Sendner | Strasbourg IG        | 16,8         |
| Rebonds par match             | Naignouma Coulibaly    | Pleyber-Christ       | 12,8         |
| Rebonds défensifs par match   | Naignouma Coulibaly    | Pleyber-Christ       | 8,3          |
| Rebonds offensifs par match   | Tiffany Benson         | Limoges ABC          | 5,4          |
| Passes décisives par match    | Faeza Bouderra         | Voiron               | 4,5          |
| Interceptions par match       | Alexandra Tchangoue    | AL Aplemont Le Havre | 3,4          |
| Contres par match             | Marion Carlier         | Dunkerque-Malo       | 1,5          |
| Fautes provoquées par match   | Céline Schmitt-Sendner | Strasbourg IG        | 5,9          |
| Pourcentage aux lancer-francs | Floriane Herrscher     | Reims Basket Féminin | 88,4 %       |
| Pourcentage à 2 points        | Kathleen Bourdin       | Voiron               | 58,3 %       |
| Pourcentage à 3 points        | Élodie Gérard          | Roche Vendée         | 43,0 %       |